# Place du Molard
Pour les articles homonymes, voir Molard.
La place du Molard est une place de la ville de Genève en Suisse. C’était historiquement le principal port et le centre économique au XVIe siècle.
La fontaine du Molard (1711, 1851) est depuis 1921 un bien culturel d'importance régionale. La Tour du Molard (1591) avec le bâtiment des Halles (1690) sont depuis 2005 des biens culturels d'importance régionale,.

## Origine du nom
Le mot « molard » (« molar », « moulard ») désigne dans le langage local un entassement de pierres (latin moles, masse, levée de terre, éminence), peut-être un enrochement, une digue, protégeant le port du Molard,.
Selon l’historien Paul Naville, « Bel-Air, la Fusterie, le Molard et Longemalle formaient, au commencement du XIIIe siècle, quatre terre-pleins ou môles, s'avançant sur le rivage du lac et séparés par des terrains marécageux qui, une fois comblés, formèrent les nouveaux quartiers bas ».

## Historique
On écrit en 1907 que la place du Molard « a été jadis le centre de la vie genevoise, politique, religieuse, économique, le cœur de la cité ». Dans un article de 2002 sur les Halles, la place serait tout à la fois « poumon économique, matrice urbanistique, arène politique ».

### Constructions et activités
Cette place était anciennement un port, tout comme les places voisines de la Fusterie et de Longemalle. Le port en ce lieu est mentionné déjà en 1271 (en latin ad portum).
Au XIIIe siècle, le nombre d’habitants s'accroît et la ville s'agrandit du côté du lac, la Tour du Molard appartient à la nouvelle enceinte au moins dès le XIVe siècle. Le rivage du lac est alors repoussé des Rues-Basses à l'actuelle rue du Rhône, permettant l'aménagement des places de la Fusterie, du Molard et de Longemalle, c’est la « Basse-Ville ».
Guillaume Fatio écrit en 1902 que la rive entre Longemalle et Fusterie formait une baie ouverte, où l’eau pénétrait jusqu’aux Rues-Basses. « Ce port naturel, amélioré peu à peu, fut transformé en bassin intérieur, puis garni de murs en forme de quais plantés d’arbre ». On traversait le bassin par un pont assez élevé pour laisser passer les embarcations : « ce pont, devant être protégé en temps de guerre, donna naissance à une porte voûtée et crénelée qui, peu à peu, s'agrandit et se transforma en un immeuble percé à jour dans sa base et flanqué de tourelles à l’extérieur ».
En 1309, une première halle en dur est construite au Molard. Le port du Molard est le port marchand et douanier, celui de Longemalle est destiné au trafic local et au grain, celui de la Fusterie aux « fustes » (bois).
Au XVIe siècle, les bateaux venant du lac passaient sous une arcade à côté de la tour et pénétraient dans un canal ou douve au centre de la place, un « dock » bordé de murs et de quais où l’on planta des tilleuls. L’arcade était surmontée d’habitations. La place est alors le centre économique de la ville, avec ses entrepôts, une douane, un bureau de change, un poids public, des hôtels, divers artisans (fripiers, drapiers, potiers d’étain, horlogers, etc.), des bancs d’écrivains publics et de notaires, des imprimeurs. Le Molard devient marché aux poissons et aux volailles. De nouvelles halles sont construites en 1690.
L'imprimerie Cramer & Barillet se trouvait à l'angle de la rue du Marché. Elle édita en 1748 la première édition de l’Esprit des lois de Montesquieu, ainsi qu’une collection complète des œuvres de Voltaire en 1756 (17 tomes, plusieurs rééditions, ainsi que d'autres ouvrages de Voltaire jusqu’en 1775).

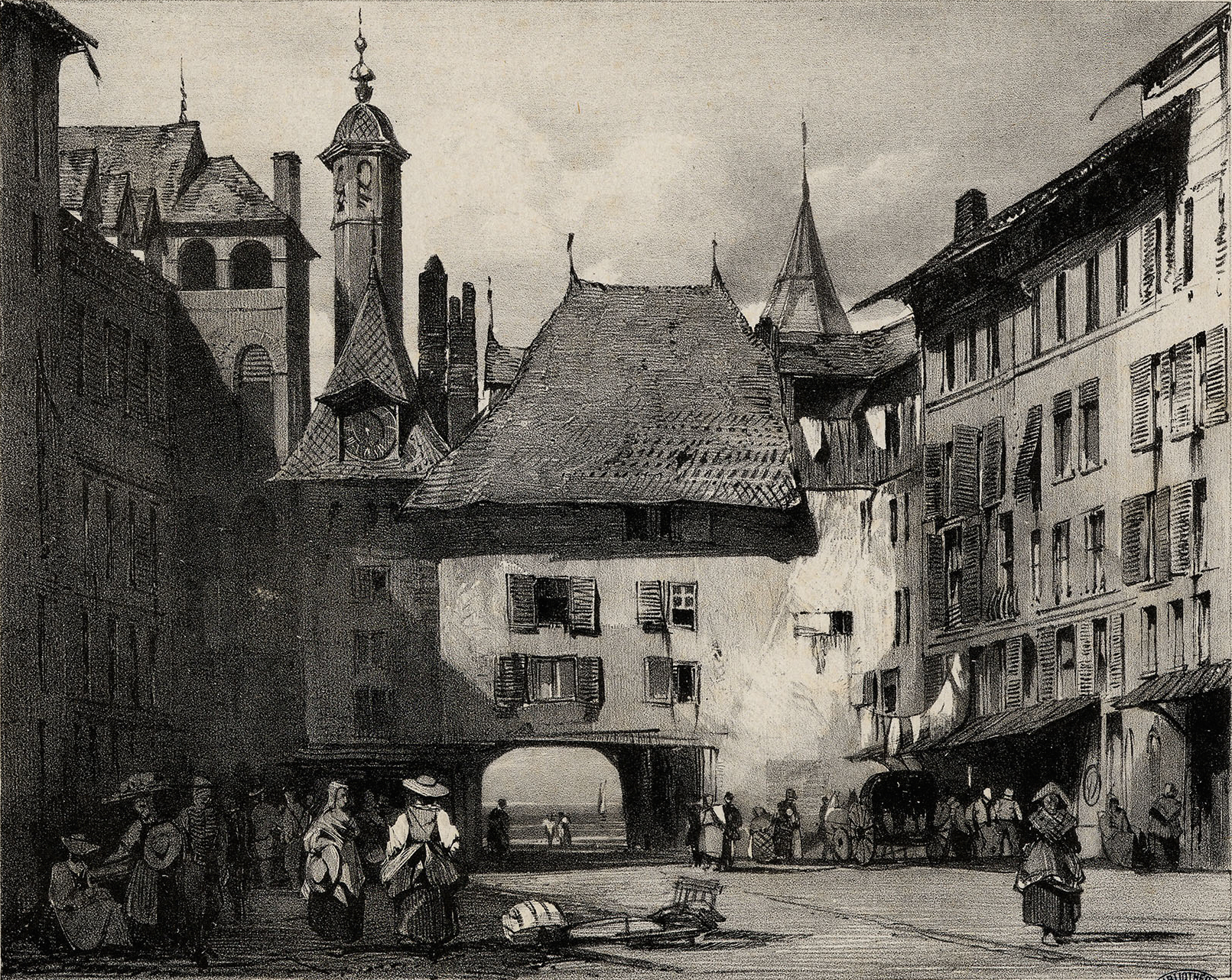
Le bas de la place en 1829, par Bonington.

Au début du XIXe siècle, les produits de la campagne arrivent les mercredis et les samedis. Le dimanche matin, ce sont les hommes de la terre qui s’y rassemblent, ont les appelle les « Mollardiers ». « Ils apportent avec eux leurs outils. C'est dans cette place qu'ils sont engagés par les propriétaires pour le courant de la semaine ; leur salaire se fixe au moment de l'engagement : il varie suivant la presse des travaux et la concurrence des demandes ».
Une lithographie du peintre romantique britannique Richard Parkes Bonington montre le bas de la place dans les années 1820. Le regard sur le lac au travers de l'arcade est mis en valeur, du linge pend dans les étages, certains volets sont de guingois. Les bâtiments qui surplombent l’arcade en direction du lac ont été démolis en 1871.
La Commission d’art public se plaint vertement de l’« enlaidissement » de la place à la suite de diverses constructions érigées vers 1900 : « Nous avons vu surgir le chalet, soi-disant suisse, à l’usage des tramways et de leurs voyageurs, puis le kiosque à fruits, le transformateur électrique à deux étages, avec vente de journaux et tout ce qu’il faut pour écrire, la colonnes-affiches, etc. La vénérable fontaine, pour sauver sa vie, a dû se retirer au second plan et serrer sa taille au point de diminuer de moitié. Et que voulez-vous que fit la vieille tour (…) ? Elle s’est mise à se farder, du haut en bas, sans laisser un pouce visible de ses vénérables murailles ; on les a couvertes d’enseignes variées : savon, chocolat, fourrures, livres, pharmacie, etc. ».
En février 1913, on « creuse et dépave » au Molard, et les fleuristes sont déplacées à Longemalle. Mais il y fait plus froid et la bise y est plus forte, ce qui n'est bon ni pour les marchandes ni pour les fleurs, et le client ne vient pas.
Le « Molard-Cinéma » ouvre en 1929 à proximité immédiate, entre la rue de la Croix-d’Or 5 et la rue Neuve. Il devient le « Cinéma Molard » et disparaît en 1984.
En 1945 se trouvent au Molard : librairie, papeterie, teinturerie, salon de coiffure, montres et bijoux, étoffes, tissus d’ameublement, meubles anciens et modernes, lampes de style, faïences, tapis et tentures, haute couture et lingerie, imperméables et soieries, aussi épicerie fine et comestibles, confiserie et plusieurs cafés.
La place du Molard a été réaménagée en 2004. Le projet des architectes, nommé « Chuchotements », fait allusion à l’eau (ancienne activité portuaire), et aux interactions humaines. La place de 3 000 m2 est couverte de pavés de basalte noir, parmi lesquels l'artiste Christian Robert-Tissot a disposé 1 857 pavés lumineux gravés de mots du quotidien dans les six langues officielles des Nations unies. Par exemple « bonjour », « see you soon », « merci », « salud »,.
En 2019 l'association Escouade fait poser des plaques de rue temporaires à Genève en hommage aux femmes célèbres genevoises. La Place du Molard est ainsi renommée temporairement Place Pauline Chaponnière-Chaix dans le cadre de l'initiative 100Elles9,10.

Évolution de la Basse-Ville, Fusterie-Molard-Longemalle
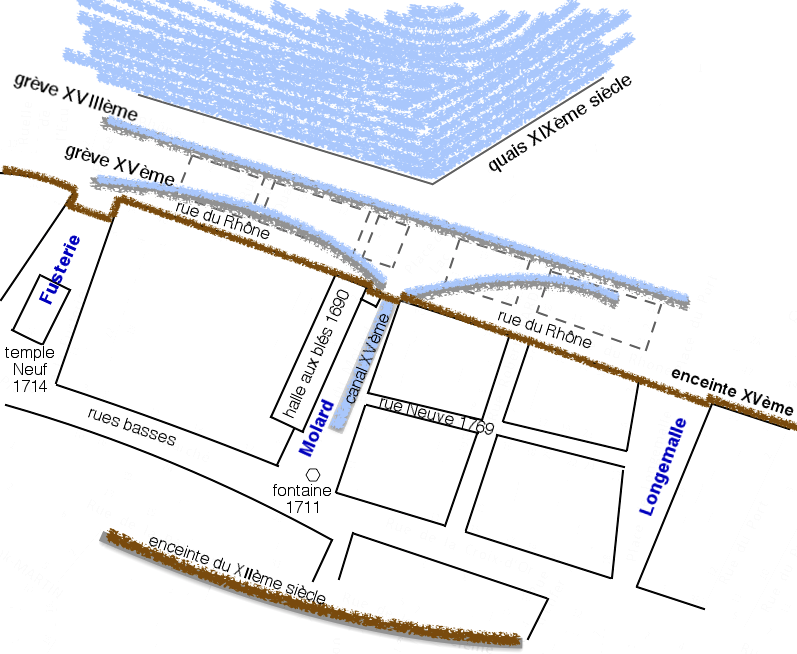
Rives du lac XVe-XIXe
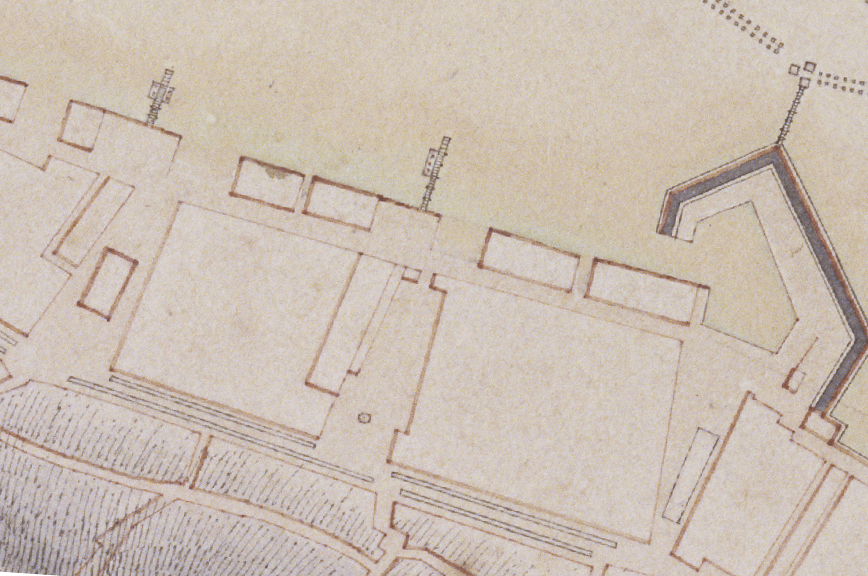
1718 (Micheli du Crest)
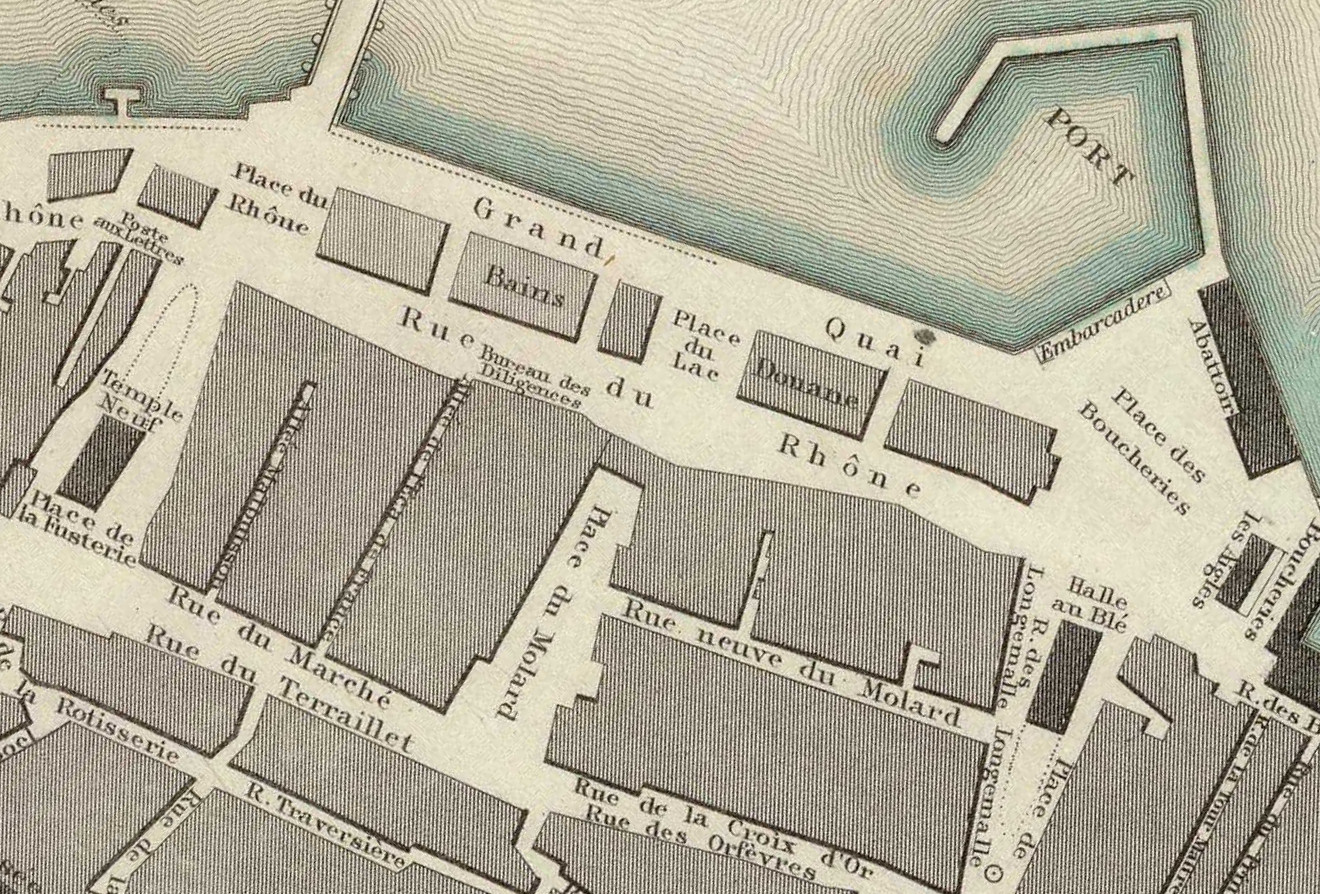
1841
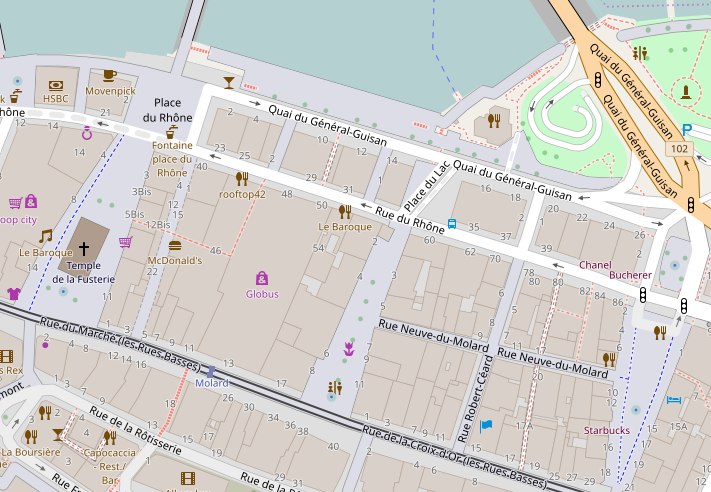
2016

### Tour du Molard

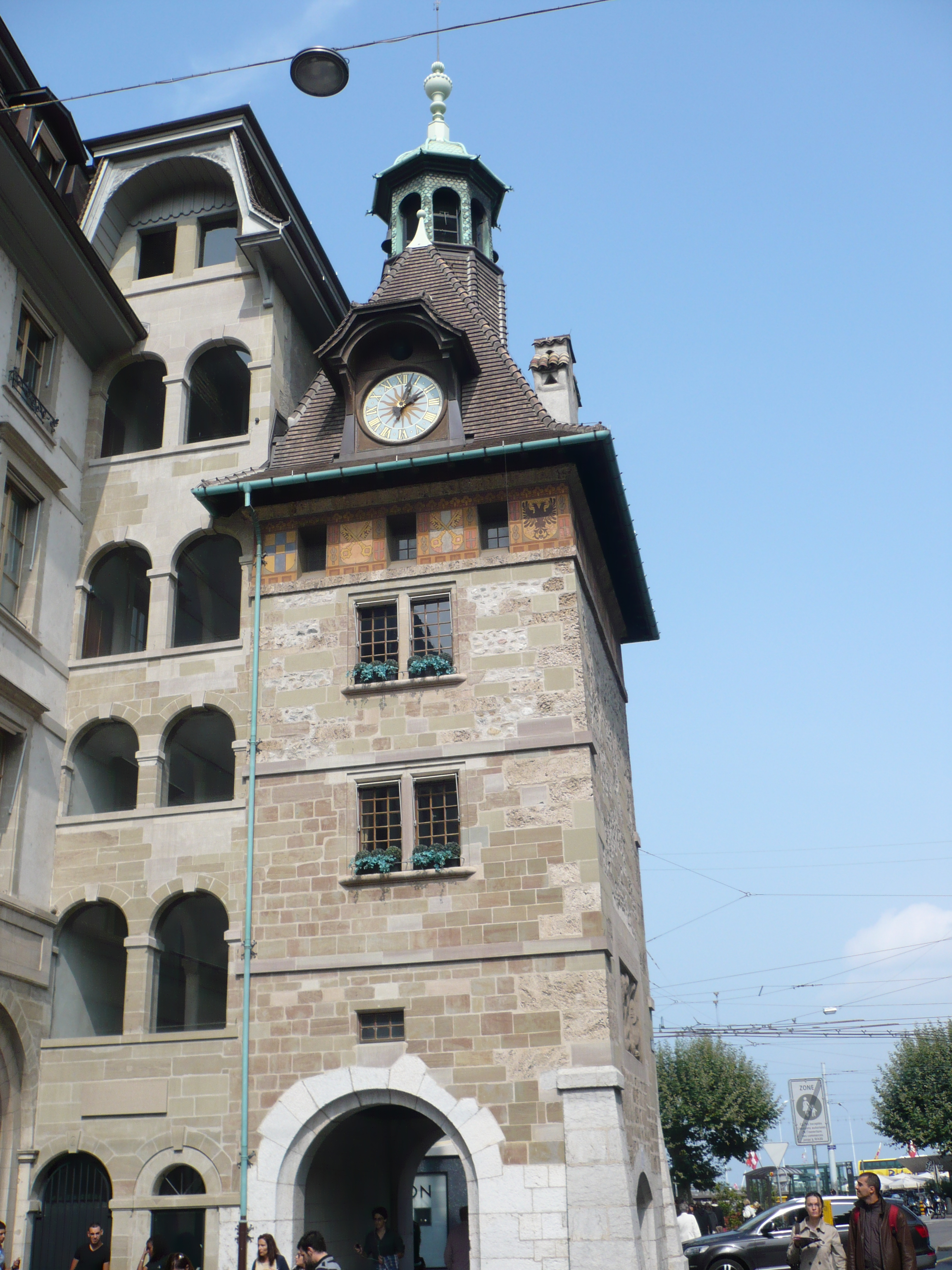
La Tour du Molard.

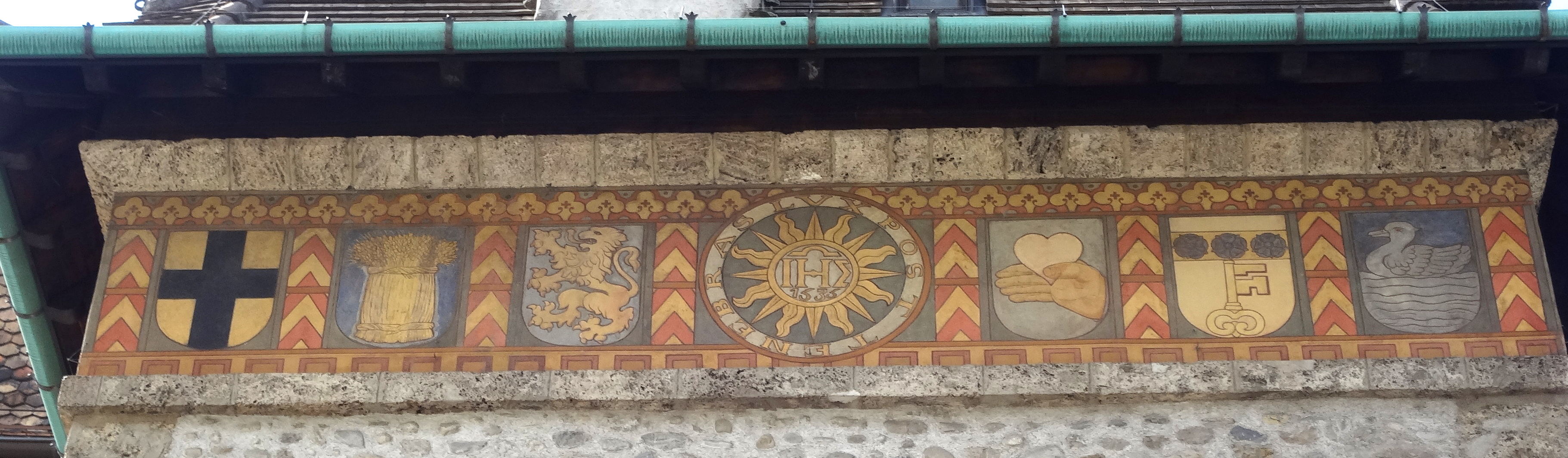
Frise Est de la Tour du Molard.

Aussi nommée « Tour de l’Horloge », la tour qui termine la place côté lac est mentionnée dès le XIVe siècle, elle faisait partie de l’enceinte fortifiée de la ville basse. Elle est reconstruite en 1591 par Nicolas Bogueret.
Le clocheton de la tour est recouvert d'écailles en fer blanc. Il a été rénové plusieurs fois au XVIIIe siècle, principalement en 1717 et 1773. Lors de cette dernière réfection, on le surmonte d'une hallebarde munie d'une clé. Jean-Daniel Blavignac écrit en 1859 que l’hallebarde serait une arme véritable, et la clé ne semble pas ancienne bien qu’usagée. Selon la tradition, la clef serait celle d’une ancienne porte de la ville et l’arme viendrait d’un des assaillants de l'Escalade de 1602,.
Plusieurs modifications sont apportées à la tour en 1906-1907 par l'architecte cantonal, Charles Engels, tout en préservant son aspect général. On ajoute du tuf et de la molasse aux murs, ainsi que des petits contreforts. Les horloges reçoivent des auvents de bois. L’ajout d’éléments décoratifs en font un monument commémoratif du passé genevois : « une frise peinte empruntée à la maison de Rolle démolie en 1889, avec les armoiries des principaux acteurs de l'histoire du moyen âge et de la Réforme (pouvoirs féodaux, réformateurs, héros de l'Escalade, villes de la combourgeoisie) ; et un bas-relief à la gloire de « Genève cité du Refuge » ».
Une description de la frise en 1907 indique, côté Molard, quatre blasons pour l’histoire précédant la Réforme : celui des comtes du Genevois (croix blanche sur fond jaune), les armoiries du chapitre (clefs d'or croisées sur champ rouge), celles du vidomne (les mêmes, coupées de la croix blanche de Savoie), celles de l'empire (aigle noir à double tête sur fond jaune). Suivent sept écussons du côté du passage qui symbolisent la Réforme : Antoine Froment (gerbe d'or sur fond d'azur), Adhémar Fabri (étoile blanche à huit rayons), Guillaume Farel (lion rouge sur champ d'argent), au centre le sceau officiel de Genève en 1835 (soleil rouge sur gris), Calvin (blanc sur blanc, une main qui tient un cœur), Théodore de Bèze (clef d'or verticale sur fond rouge surmontée d'une bande bleue à trois étoiles d'or), syndic Jean Canal (canard blanc sur des flots blancs, ciel bleu). Du côté Rhône se trouvent quatre écussons de combourgeoisies : Fribourg, Berne, Zurich et Genève. Il s'agirait de la reproduction exacte de la frise de la maison Brandy (démolie en 1889), à l'angle du Molard et de la rue de la Croix-d'Or.
Lors des travaux de 1907, il est prévu d'ajouter côté passage un bas-relief représentant la prédication d’Antoine Froment au Molard le 1er janvier 1533. Un relief provisoire est installé, puis en 1919 un concours est lancé par la Classe des beaux-arts de Genève avec le sujet « Genève, cité du refuge (symbolisme historique) ». Le but est de « matérialiser le rôle bienfaisant joué par Genève », « la cité hospitalière qui, de tout son cœur, a accueilli ceux que des motifs divers, politiques, sociaux, religieux, ont contraints d’abandonner leur patrie ». C’est le bas-relief réalisé par le sculpteur Paul-Maurice Baud (1896-1964) qui est apposé en 1921. Il représente une femme portant secours à un malheureux en s’appuyant sur un écusson aux armes de Genève. Certains ont cru reconnaître Lénine dans les traits du « malheureux », cependant aucune information ne le confirme, et rien ne laisse penser que l’auteur aurait pu prendre Lénine pour modèle.

### Halles du Molard

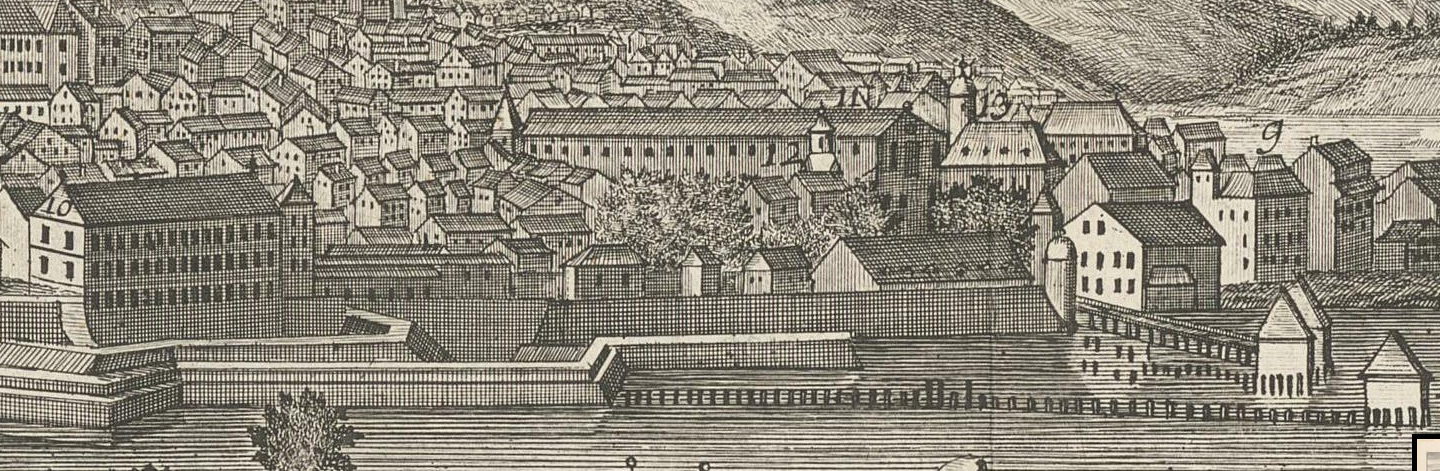
La Basse-Ville vers 1730. Au centre, les Halles du Molard.

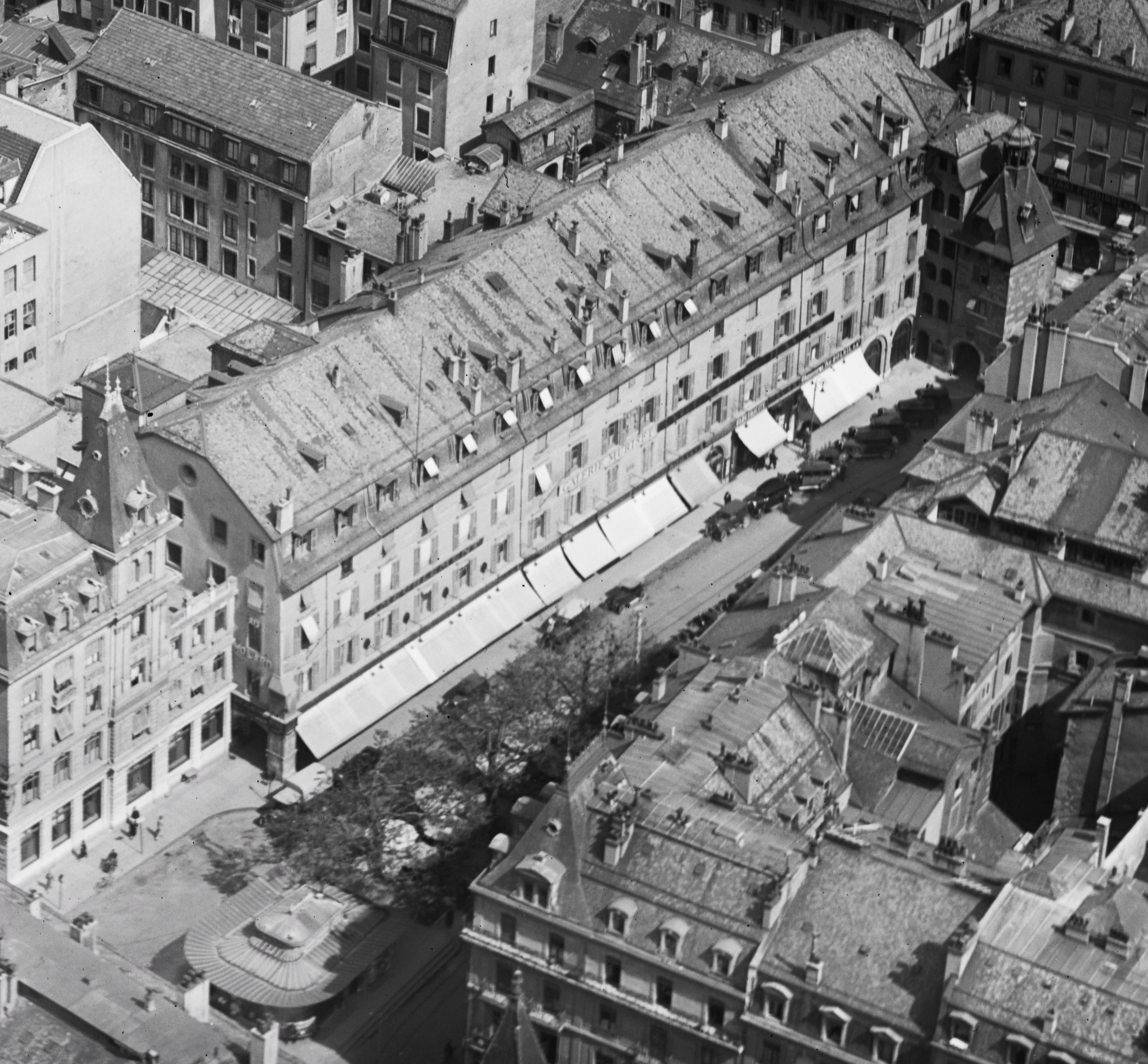
La place et les Halles du Molard au début du XXe siècle.

En 1309, l'évêque Aymon de Quart reconnaît l'existence légale de la commune de Genève, en contrepartie il impose aux habitants la construction d'une halle au Molard, nécessaire à l'entreposage des marchandises destinées aux foires, et leur en assure le tiers des recettes. Cette halle en pierre remplace les anciens entrepôts en bois, elle est agrandie en 1415 et encore en 1572. C’est là que toutes les marchandises arrivant à Genève sont déposées. On y trouve le « poids de l'évêque » et diverses taxes sont perçues.
Le bâtiment actuel a été construit en 1690 par l'ingénieur Pierre Raby, à l’emplacement de l’ancienne halle du XIVe siècle. La façade Nord, donnant alors sur le lac, porte les armes de Genève tandis que la façade Est porte les premiers mots de l'enseigne traditionnelle des halles aux blés Ditat et alit diva Ceres. C'est le plus grand ensemble historique construit d'un seul tenant dans la Basse-Ville, « le plus important bâtiment civil de Genève ». Il est classé bien culturel d'importance régionale.
Au début du XIXe siècle, les étages supérieurs sont transformés en appartements. Le bâtiment est racheté en 1848 par la Caisse hypothécaire du canton de Genève qui s’y installe en 1901.
Le groupe Jelmoli devient en 2001 propriétaire de ce bâtiment et ouvre un nouveau centre commercial et administratif. Les magasins « Au Grand-Passage » inaugurés en 1921 occupaient déjà un pâté de maisons entre la rue du Marché et la rue du Rhône, ils sont rachetés par Jelmoli dans les années 1950. Les Halles subissent de profondes transformations durant quatre ans de travaux (1998-2003) : une nouvelle galerie marchande s’étend sur 3 500 m2 et sur trois niveaux, avec huit commerces et un restaurant. Des surfaces administratives en location occupent les étages 2 à 4 et les combles (5 500 m2). Le Passage du Rhône, qui était condamné, est rouvert au public, il comprend les immeubles 2, 4 et 6 de la place du Molard, la tour du Molard, et les numéros 54 et 56 de la rue du Rhône. La cour intérieure du XVIIIe siècle est mise en valeur, ses façades sont rénovées dans un esprit conservateur. Les interventions sur ces bâtiments historiques sont faites en collaboration avec divers services, principalement sur la base du rapport historique réalisé par Christine Amsler. L'assainissement des bâtiments et le renforcements des fondations a nécessité des travaux de reprise en sous-œuvre. L'enveloppe extérieure a reçu un crépi exécuté à l'ancienne. Les tuiles réutilisables ont été conservées et la charpente a été entièrement refaite,.

### Fontaine du Molard

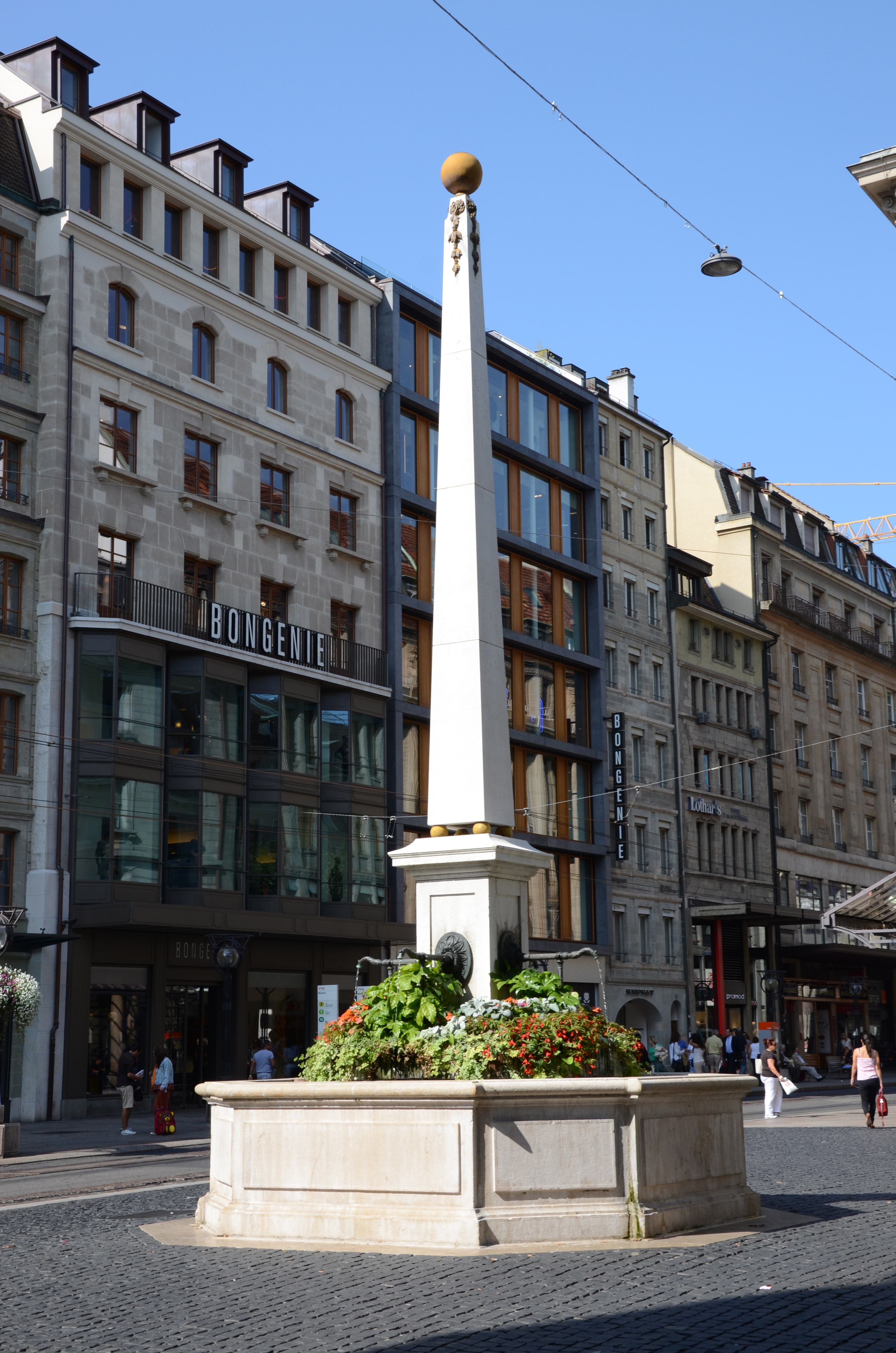
Fontaine de 1711 restaurée en 1851, déplacée en 1899 et en 1953.

La fontaine du Molard date de 1851, elle reprend une partie des éléments de la fontaine mise en service en 1711. Elle a été classée bien culturel d'importance régionale en 1921.
Une première fontaine est construite en 1451 au Sud de la place, en pierres de taille. Aux XVIe et XVIIe siècles, les usagers se plaignent de son débit trop faible.
Des projets sont présentés par Joseph Abeille en 1709 concernant cinq fontaines publiques, celle du Molard a été réalisée en 1710-1711. Son bassin est fait de calcaire blanc, l’obélisque est en marbre avec une boule en étain au sommet. Cette fontaine était alimentée par la première « machine hydraulique » de la cité, mise en service en 1709. La fontaine est rachetée par l’État en 1726.
Un concours est lancé en 1849 pour son remplacement ou sa réfection. James Pradier de Paris propose un projet monumental, trop coûteux. On se décide alors à simplement la restaurer. Le bassin est refait en 1850-1851 et acquiert une forme octogonale. Le pilier central de plan carré porte l’obélisque comme dans la version Abeille de 1711, posé sur quatre petites boules dorées, avec une grande boule dorée au sommet. Les quatre goulots sortent de rosaces ovales en bronze, qui représentent un décor végétal.
En 1898, on envisage à nouveau une démolition totale de la fontaine, à cause de sa proximité avec un kiosque de la Compagnie des tramways. L’idée est abandonnée face aux oppositions qu’elle soulève, dont celle du Cercle des arts et des lettres. La fontaine est déplacée début 1899 au centre de la place : « Nous avons ainsi, maintenant, trois énormes kiosques entassés les uns sur les autres et cela est fort laid et incommode » . Une fois ce kiosque démoli en 1953, la fontaine reprend sa place d’origine (telle qu’indiquée sur le plan Billon).

### Transports publics et privés

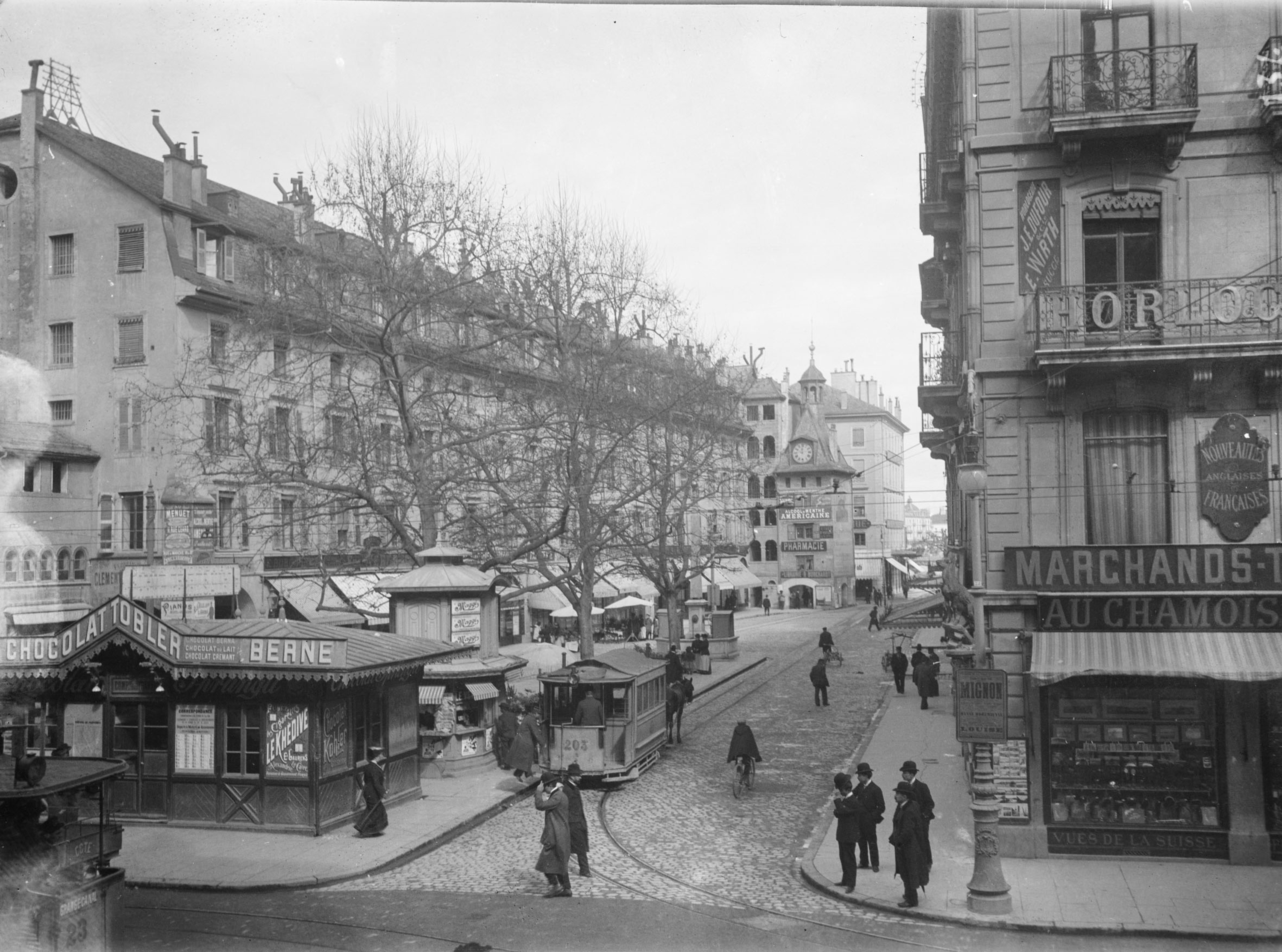
Tram 5 hippomobile au Molard en avril 1903.

La place du Molard est touchée par deux lignes de tramway dès 1876, trois dès 1900. En 1956, près de 950 courses de tramway passent par le Molard chaque jour. Dès les années 1960, il n’y a plus que la ligne 12, qui effectue près de 500 courses par jour en semaine en 2018.
La Compagnie générale des tramways suisses (TS) ouvre en 1876 une ligne hippomobile Molard-Cornavin. Cette ligne 5 est reprise par la Compagnie genevoise des tramways électriques (CGTE) en 1900, elle passe à la traction à vapeur en 1901 et à la traction électrique en 1903. Elle est prolongée en 1909 jusqu’à la gare des Eaux-Vives et en 1925 jusqu’à Sécheron. La ligne 5 fusionne en 1936 avec la ligne 8 Rive – Veyrier. Dès 1941, elle se limite à Molard – Sécheron (BIT). L’arrêt Molard se situait au centre de la place, devant le stand de fleurs, jusqu'en 1956.
La ligne 12 du tramway hippomobile relie Carouge à Chêne-Bougeries depuis 1876 en passant par les Rues-Basses, au Sud de la place du Molard. Comme la ligne 5, elle passe en mains de la CGTE en 1900 (vapeur en 1901 et électrique en 1902), elle est prolongée jusqu’à Étrembières en 1892, seulement Annemasse dès 1939.
La ligne 2 du tramway relie dès 1900 la Jonction au parc des Eaux-Vives en passant par la rue du Rhône au Nord de la place du Molard. Elle deviendra une ligne de bus.
Une ligne 8 du tramway existe de 1900 à 1925, dès 1907 elle relie le Molard à Versoix (dès 1936, ce numéro 8 est repris par la ligne Molard – Veyrier).
De 1930 à 1936, la CGTE exploite la ligne de bus 23 Molard – Veigy (ligne d’autobus A dès 1937, Rive – Veigy).
Sur un plan des voies de 1945, on voit la ligne 5 qui part de la place du Molard (destination BIT), la ligne 12 qui passe dans les Rues-Basses (Collonges – Annemasse), et la ligne 2 qui passe dans la rue du Rhône (Petit-Lancy – Parc des Eaux-Vives). En 1956, la ligne 5 effectue 315 simples courses par jour, elle dispose de cinq motrices ; la ligne 2 effectue 253 trajets par jour, avec 8 motrices et 3 remorques ; la ligne 12 effectue 381 courses par jour avec 8 motrices et 8 remorques. Le réseau de tramway est démantelé dans les années 1950 et 1960, la ligne 12 reste alors la seule à subsister.
En 1963, le Conseil d'État genevois s'oppose à une demande du Grand Conseil visant à interdire la circulation routière sur la place du Molard. Voitures, autobus et deux roues circulent dans les deux sens. Il y a des places de parking et un arrêt de bus. C'est seulement en 1973 que la place est rendue aux piétons, les voitures ayant circulé librement sur la place jusqu’alors.
Au début du XXIe siècle, il y a quatre arrêts de transports publics qui portent le nom « Molard » : dans les deux sens sur la rue du Marché (Rues-Basses, lignes 2, 7, 10 et 36 vers Rive, ligne 12 dans les deux sens), rue du Rhône (lignes 2, 7 et 10 vers Bel-Air) et la ligne M1 des Mouettes genevoises sur le quai Général-Guisan (qui mène aux Pâquis).

Transports publics
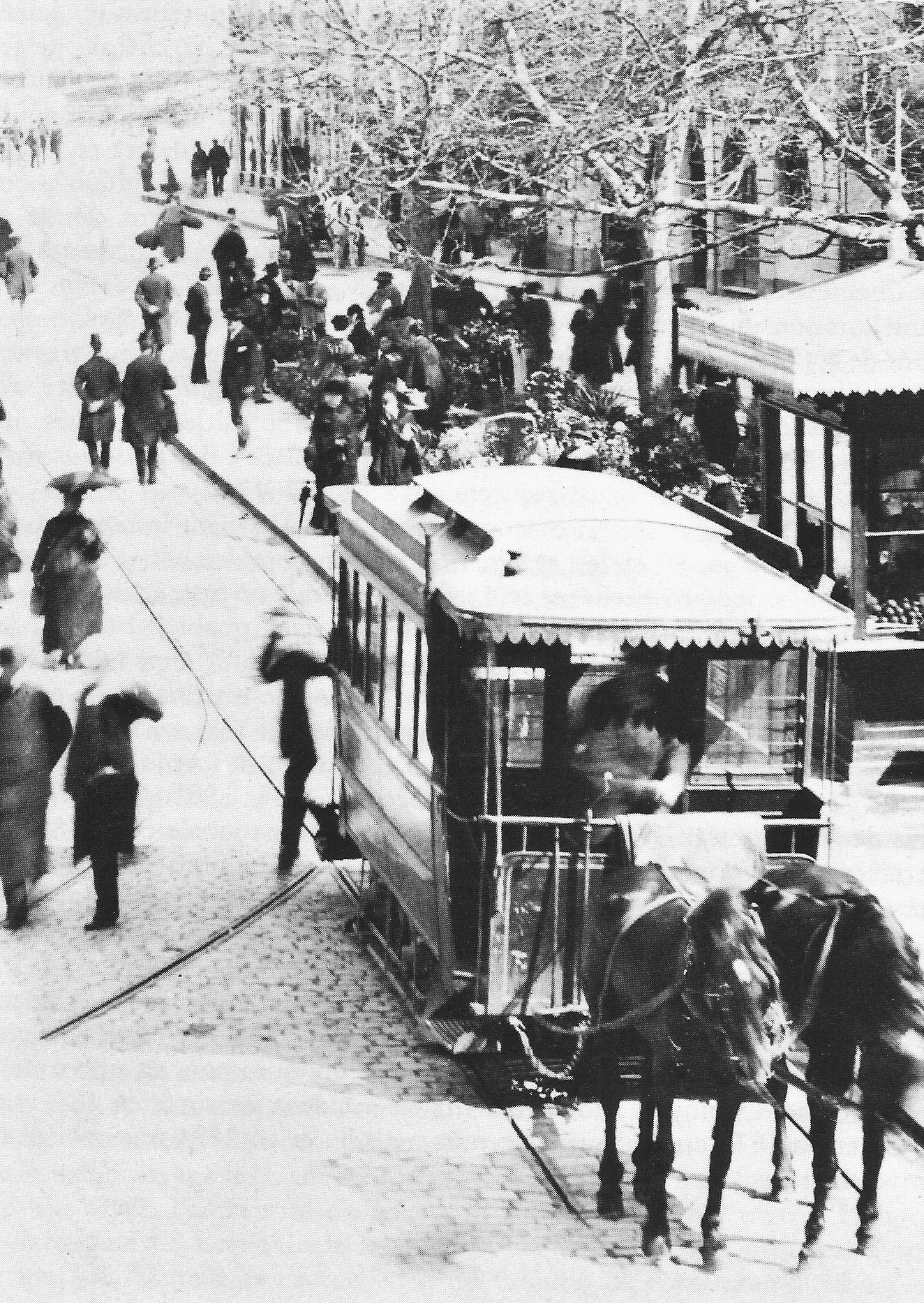
Ligne 5 vers 1880, stand de fleurs
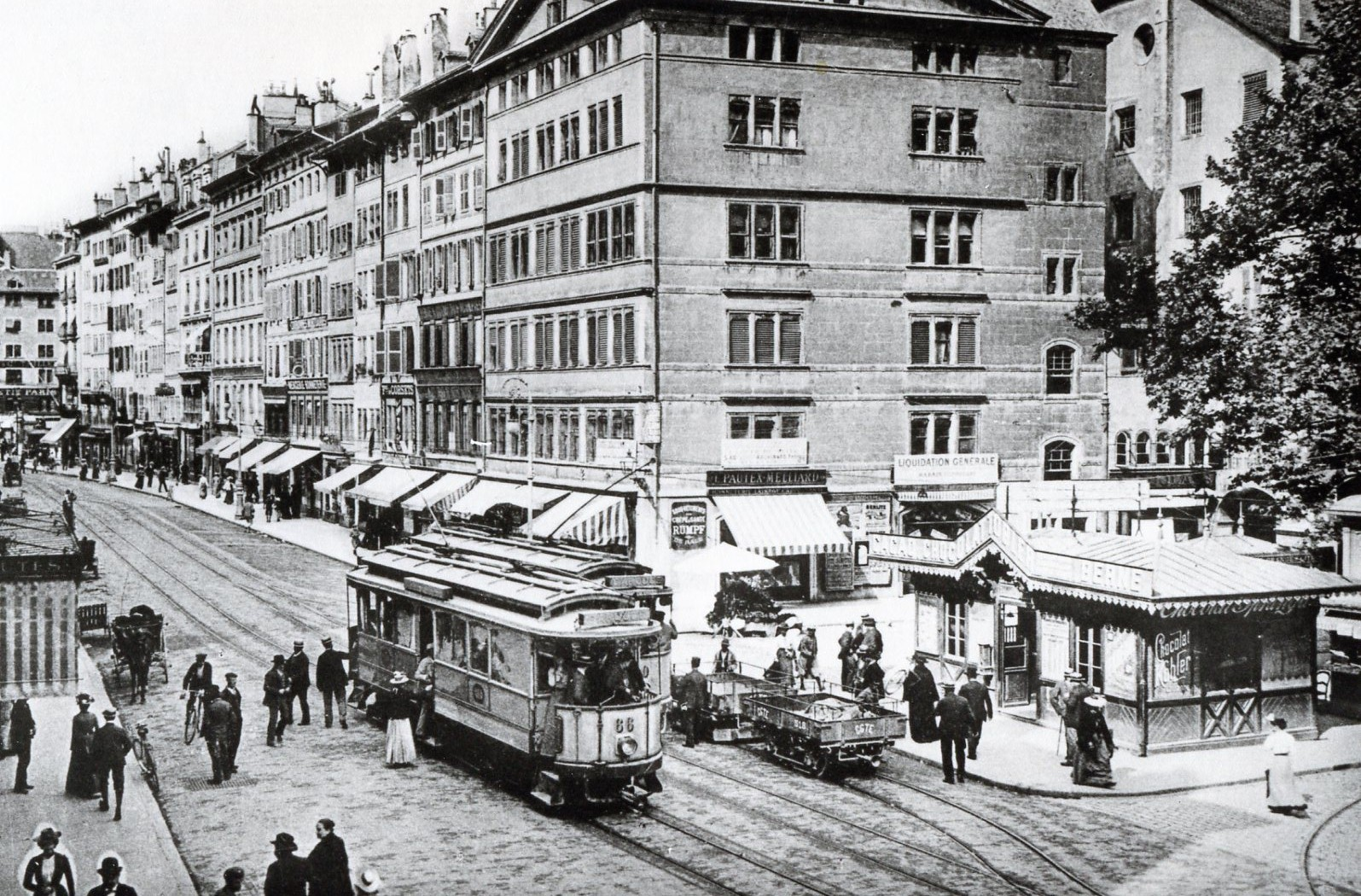
Tram 12 et kiosque vers 1900
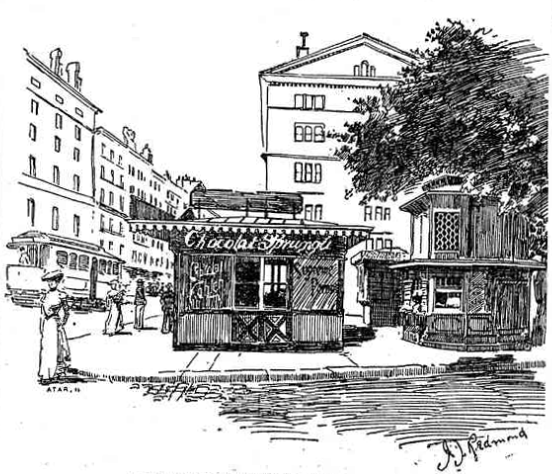
Tram 12 et kiosque en 1902
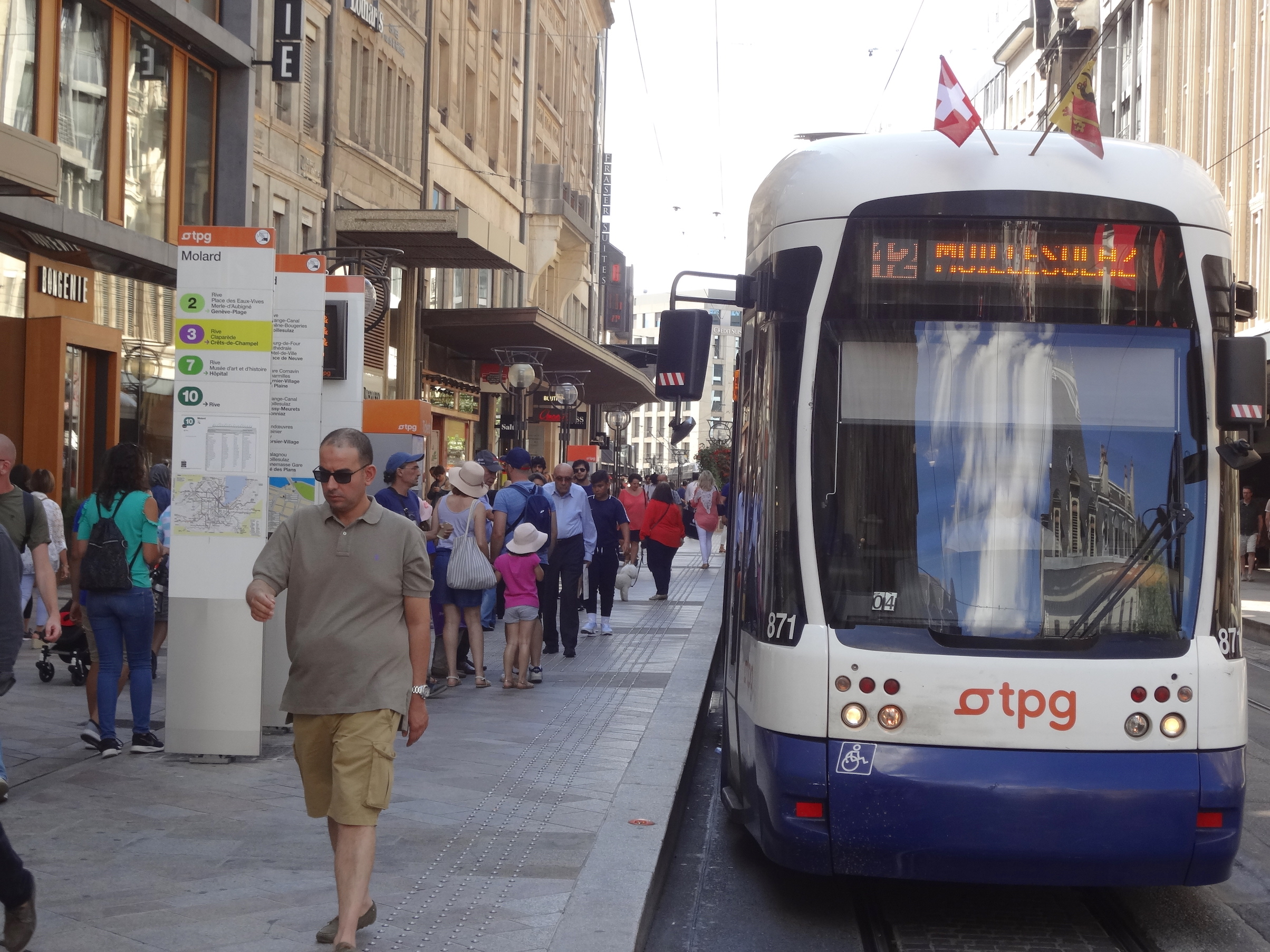
Tram 12 en 2018

### Événements

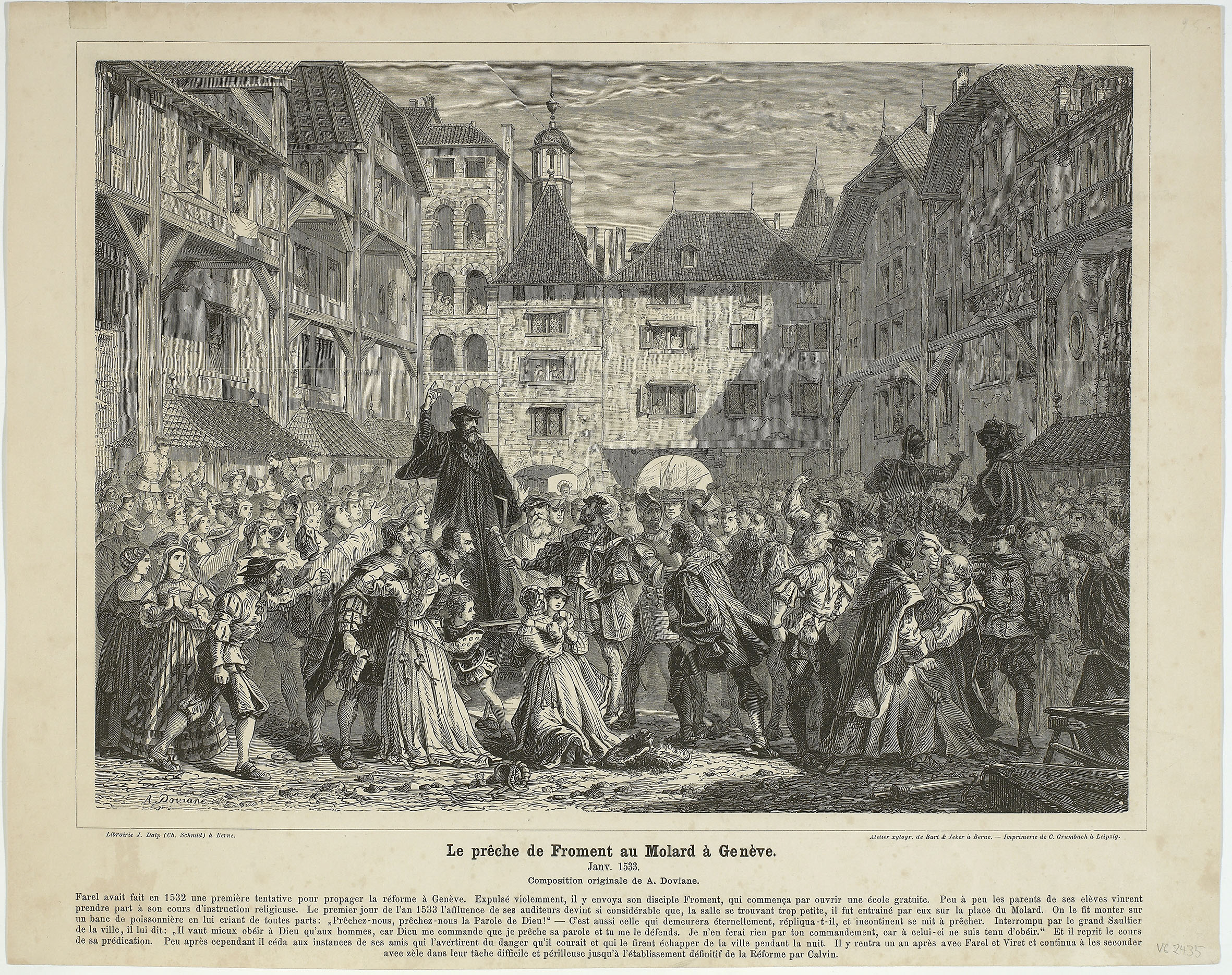
Antoine Froment prêchant, gravure du XIXe siècle.

Un théâtre est dressé sur la place en 1523 en l’honneur de la duchesse Béatrice de Savoie.
C’est au Molard qu’est prêchée pour la première fois la foi réformée. Le dernier jour de 1532, des citoyens discutent sur les prédications d’Antoine Froment avec le vicaire de la paroisse de la Madeleine. Ils en viennent aux mains, le tocsin est sonné et la garde emprisonne les plus turbulents. Le lendemain, le 1er janvier 1533, Froment prêche dans une salle de la rue de la Croix-d’Or, « trop petite pour la foule de ses auditeurs, dont les esprits étaient fortement échauffés par les événements de la veille. Le peuple entraîna le réformateur sur la place du Molard, le fit monter sur un banc de poissonnière et lui demanda de prêcher la parole de Dieu »
.
Michel Servet a logé à l'auberge de la Rose-d'Or, à côté de l'arcade donnant sur le lac, c’est là qu’il a été arrêté en 1553. Les réformateurs Guillaume Farel, Antoine Froment et Pierre Viret ont habité la maison Brandis, à l’angle de la rue de la Croix-d’Or.
Sur cette place ont lieu des exécutions capitales et d’autres punitions. Une cage y est installée pour enfermer ceux « trouvés plein de vin ». Jacques Malbuisson, conseiller et capitaine, est décapité au Molard en 1535 pour avoir soutenu le pouvoir de l’évêque (son nom est donné à la proche « galerie Malbuisson » construite dans les années 30). Jacques Spifame, ancien évêque catholique et ministre réformé, est décapité en 1566 sur la place du Molard. Le 1er septembre 1606, Philibert Blondel (syndic de la garde pendant la nuit de l'Escalade), accusé de trahison, est roué, le corps mis en quartier, et sa tête exposée au Molard.
En 1666, « Antoina, fille de feu Jean Saugret de la paroisse d’Essert proche de Étrembières, a été condamnée pour paillardise, à reconnaître sa faute genoux en terre et huis ouverts et être fouettée au Molard et bannie à peine du fouet public ».
Dans la seconde moitié du XVIIIe siècle, les peines les moins sévères infligées aux voleurs ou voleuses les condamnent à subir au Molard les « verges jusqu’à effusion de sang », ou l’« exposition au carcan » pour les voleuses seulement. Les verges « par tous les carrefours » est une peine plus rigoureuse. Le bannissement perpétuel est associé à ces condamnations.
Au Molard sont brûlés le Discours sur l'origine et les fondements de l'inégalité parmi les hommes et le Contrat social de Jean-Jacques Rousseau en juin 1762.

## Galerie

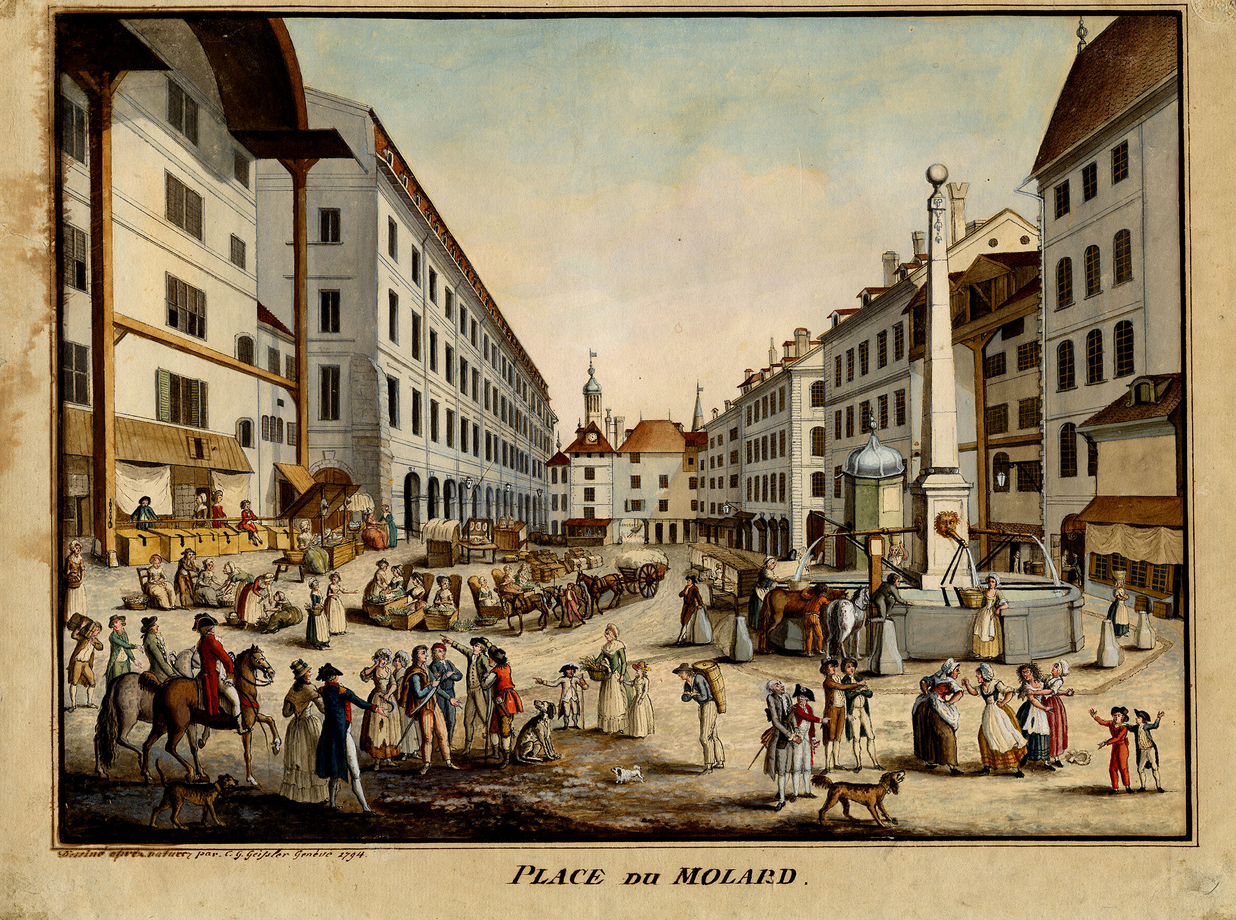
1794 par Geissler
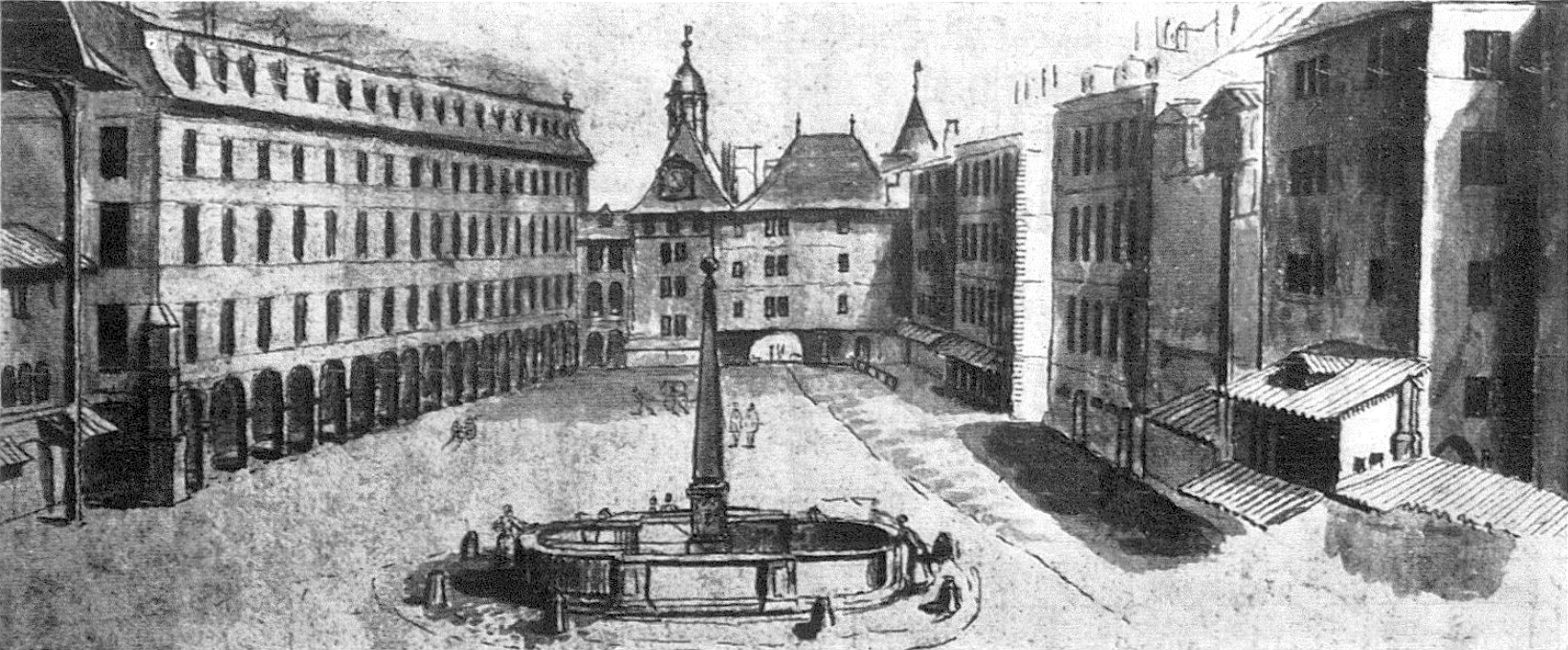
1822 par Escuyer
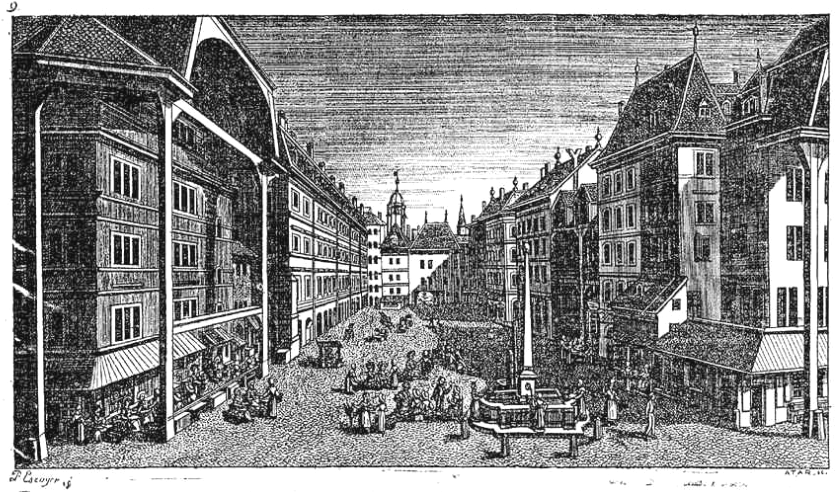
1822 par Escuyer
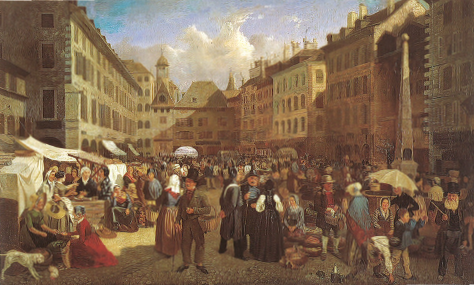
1843 par Lacombe
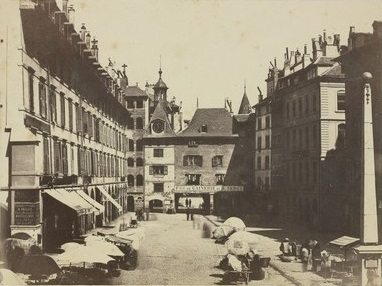
1870
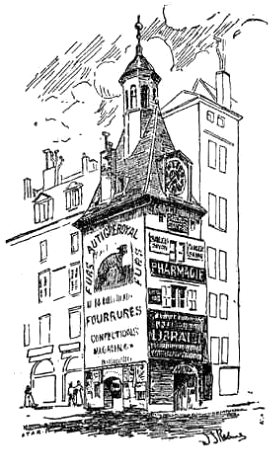
Tour en 1902
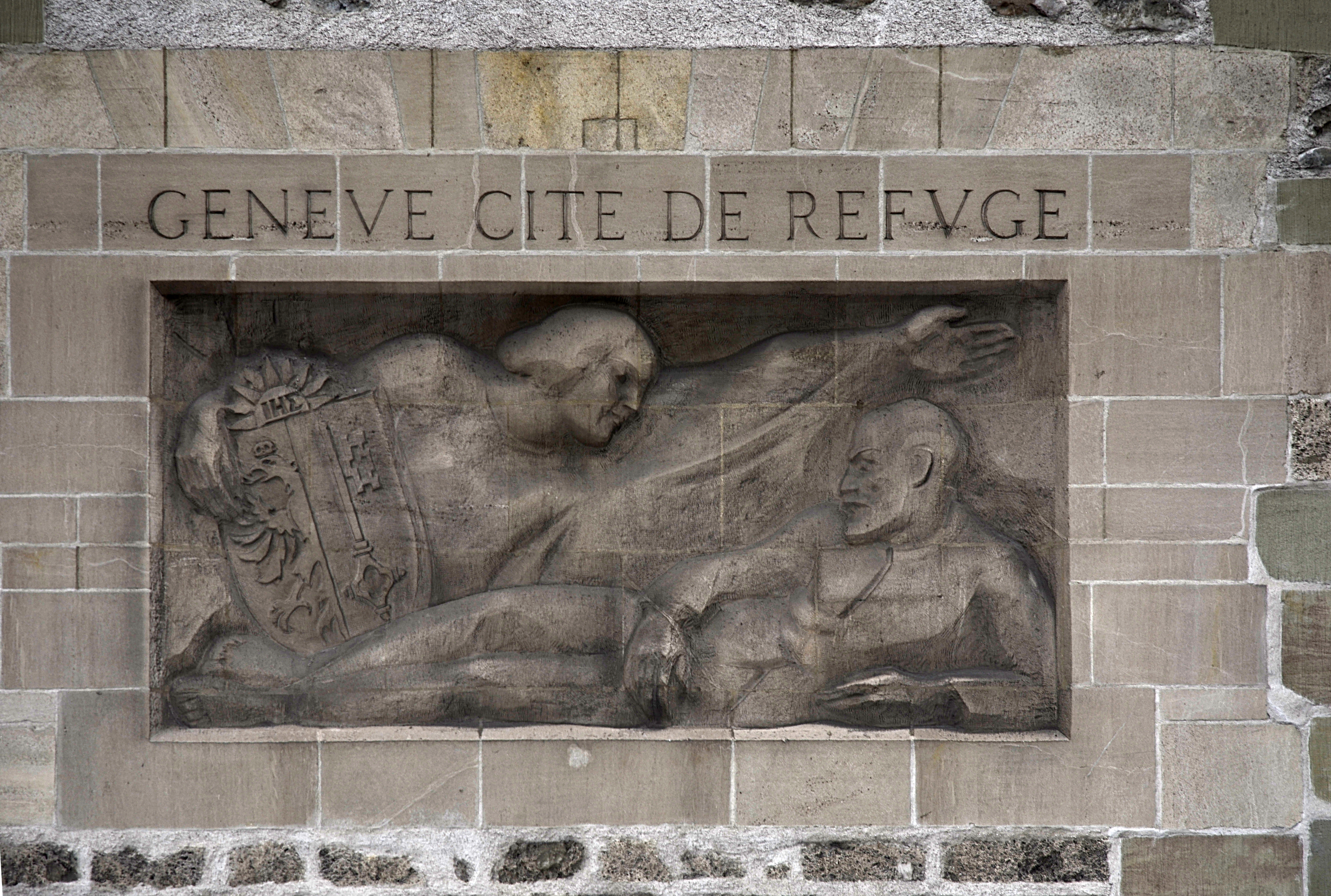
« Cité de refuge »
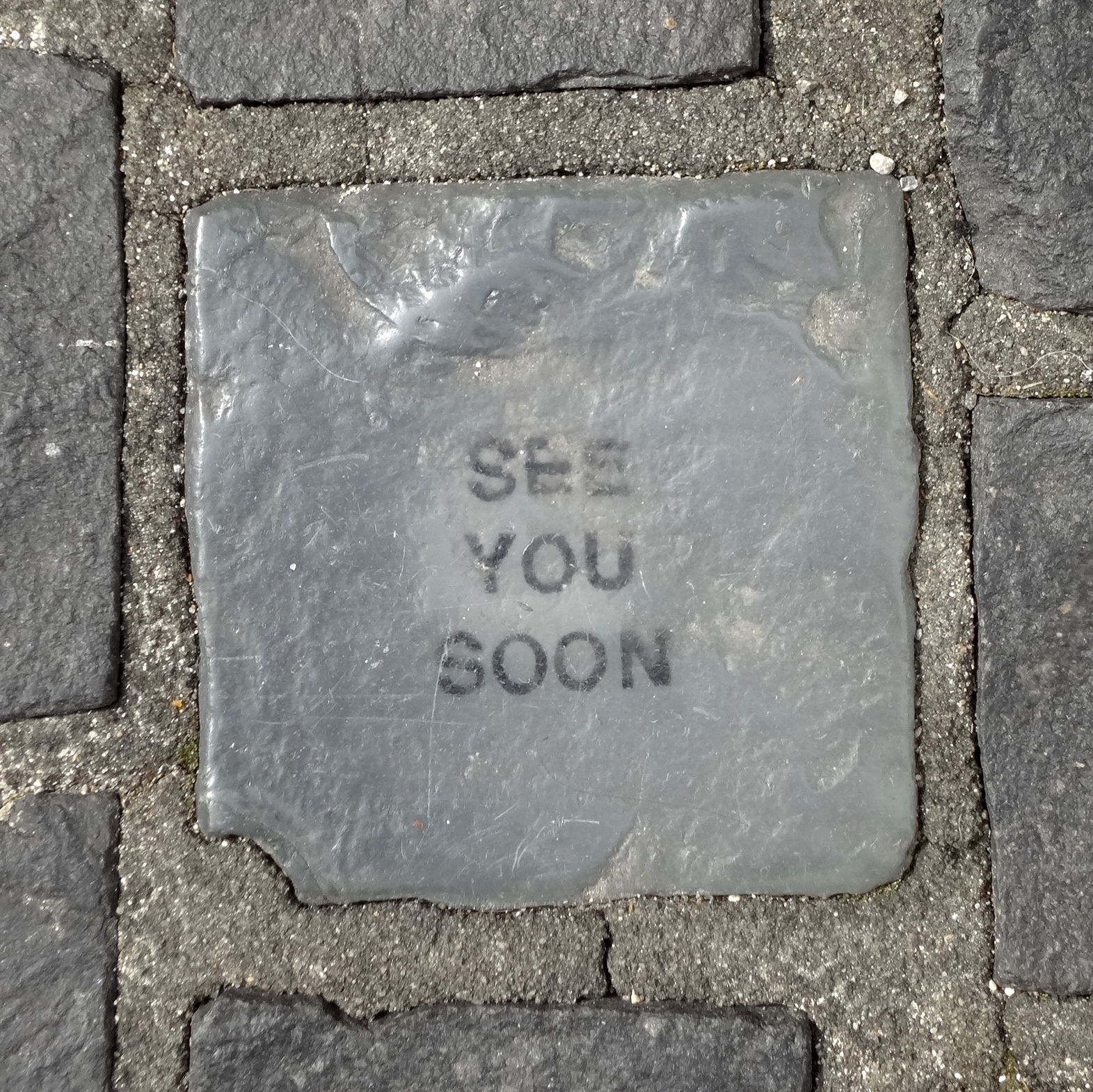
« Chuchotements »
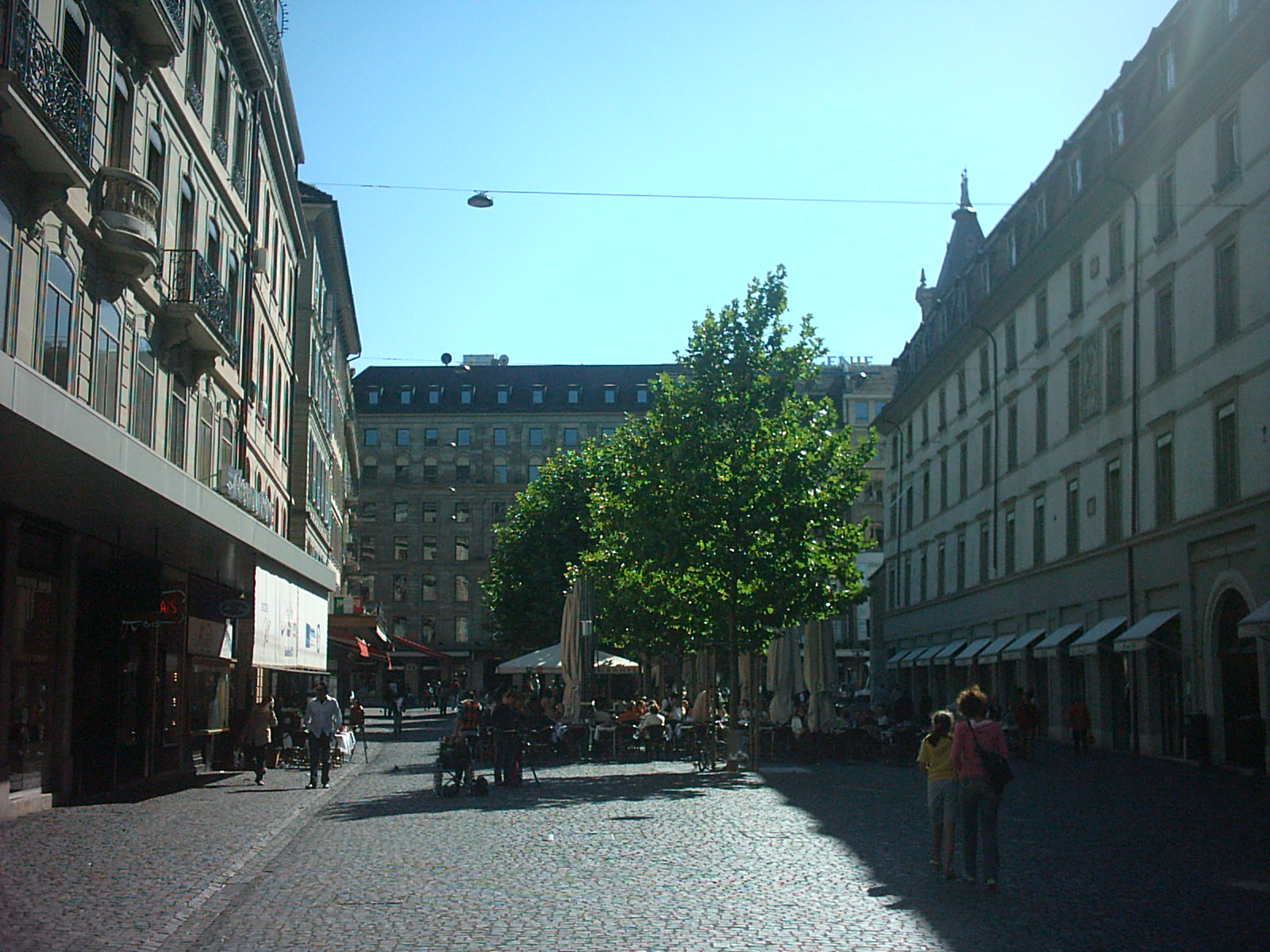
Place piétonne en 2007
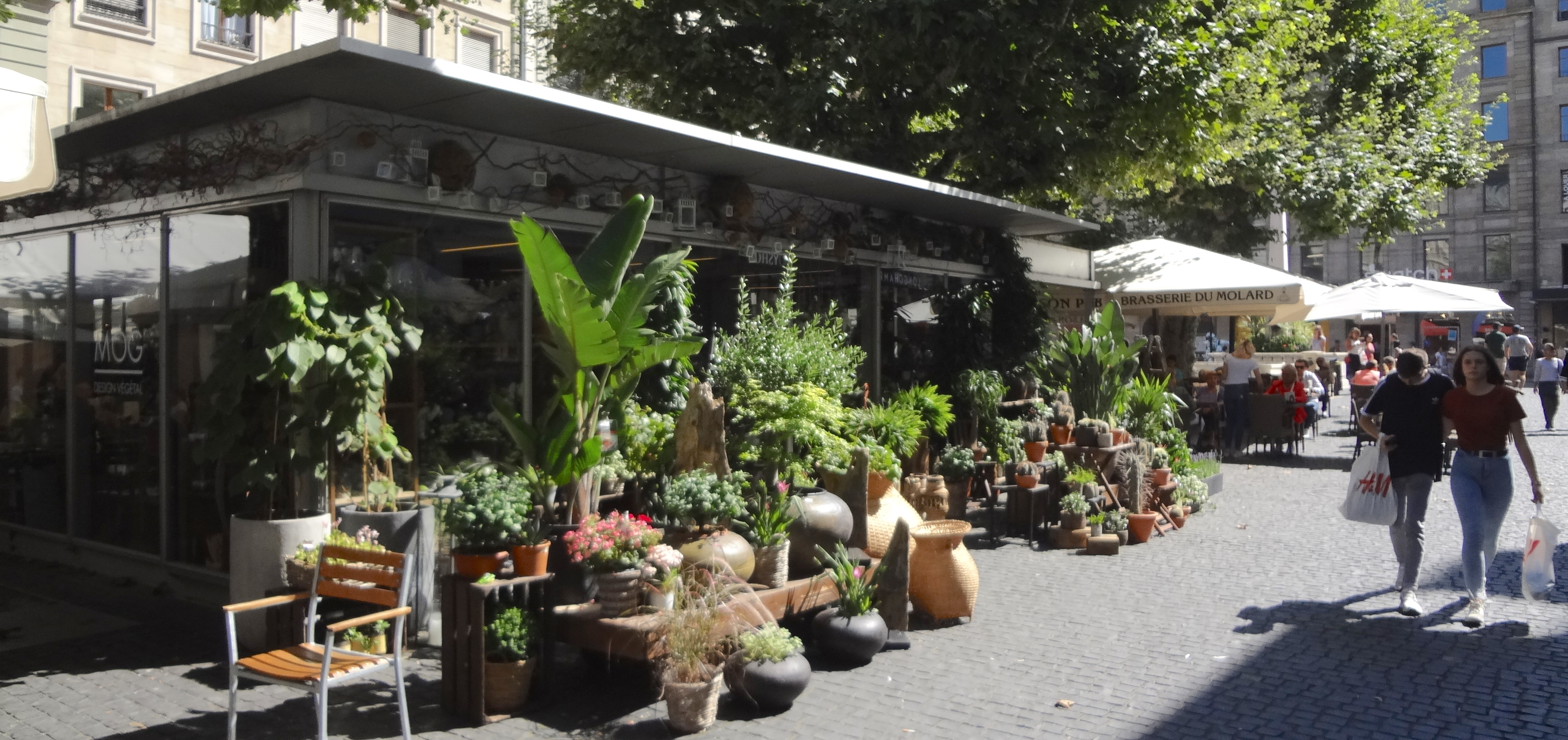
Fleuristes en 2018
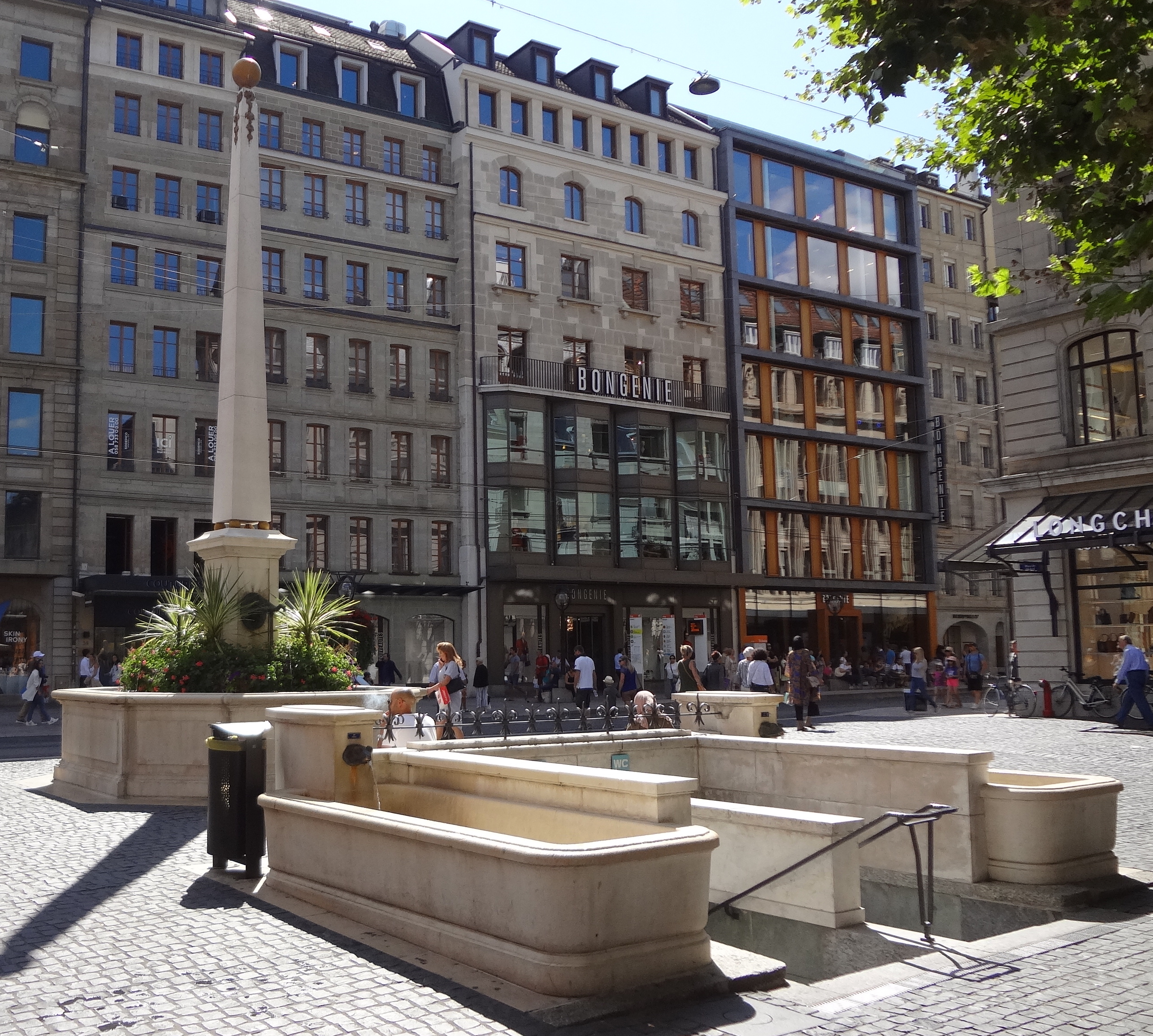
Fontaine et WC publics en 2018

## Filmographie
- [vidéo] « La place du Molard : Extrait d’une émission de la Radio télévision suisse du 1er janvier 1954 (durée 2 min 23 s), avec un commentaire de Sylvie Porta », sur www.notrehistoire.ch, 1954 et 2012? (consulté le 5 août 2018) – La place est alors ouverte aux voitures.

- [vidéo] « La voiture reine? : Extrait de l’émission « Carrefour » de la Radio télévision suisse du 14 juin 1963 (durée 48 s) », sur www.notrehistoire.ch, 1963 (consulté le 5 août 2018) – Le Conseil d'État genevois s'oppose à une demande du Grand Conseil visant à interdire la circulation routière sur la place du Molard.